# Augusto Leverger
Almirante Augusto João Manuel Leverger, conhecido por Barão de Melgaço ou Bretão de Cuiabá (Saint-Malo, Fr, 30 de janeiro de 1802 — Cuiabá, Br, 14 de janeiro de 1880) foi um militar franco-brasileiro, naturalizado brasileiro, escritor, herói da Guerra do Paraguai e presidente da província de Mato Grosso em várias ocasiões. Segundo seu biógrafo Virgílio Correia Filho, era marinheiro desde muito jovem, tendo chegado ao Brasil em 1824. Um decreto de 26 de maio de 1825 o nomeou segundo-tenente.
Filho de Mathurin Michel Leverger e Regina Corbes, chegou a Cuiabá em 23 de novembro de 1830. Casou-se com Inês de Almeida Leite em 1843.
Foi escritor, historiador e geógrafo, estando entre seus principais interesses a hidrografia. Foi a figura mais importante da literatura matogrossense de sua época.
Por decreto do Imperador referendado por Cândido José de Araújo Viana em 18 de junho de 1841, enquanto Capitão-Tenente da Armada Nacional e Imperial, recebeu a mercê do Hábito da Ordem da Rosa e licença para usar sua insígna. Já Capitão de Fragata, foi promovido a oficial da mesma Ordem em 10 de dezembro de 1844.
Devido a seu conhecimento da província de Mato Grosso, foi nomeado Cônsul-Geral do Brasil em 1839 para estabelecer boas relações com o Paraguai, sobretudo no tocante à navegação do Rio Paraguai e ao estabelecimento de fronteiras. Aceitou este cargo somente em 1843.
Quando da Guerra do Paraguai, lutou no Forte de Coimbra e fez erguer as Fortificações de Melgaço para proteger Cuiabá do avanço das tropas de Solano López. Por ter impedido que as tropas invasoras atingissem a capital matogrossense. Devido ao seu envolvimento na guerra e na defesa das fronteiras brasileiras durante a guerra do Paraguai. foi consagrado herói.
Em carta de agradecimento ao Imperador D. Pedro II (1840 - 1889) por ter recebido o título de barão, escreveu: "... peço a V. Ex. o obséquio de tratar da obtenção do diploma, brasão, etc., pois não tenho tempo nem facilidade de imaginar coisa alguma a esse respeito. Ministrar-lhe-ei as seguintes verídicas informações. Não sei a significação nem a etimologia de Melgaço. É o nome de uma série de colinas que bordam o Rio Cuiabá, distante vinte léguas ..."
Foi, ainda, nomeado pelo Imperador, em diversas ocasiões, presidente ou vice-presidente da Província do Mato Grosso. Em 9 de Junho de 1857, o Imperador D. Pedro II como Grão-Mestre da Ordem de São Bento de Avis o nomeou, em atenção a seus serviços militares, Comendador da Ordem - era então Chefe de Divisão; o decreto está referendado pelo marquês de Olinda. Em 22 de setembro de 1857, o Imperador o nomeou Vice-Presidente da Província de Mato Grosso, em decreto igualmente referendado pelo Marquês de Olinda. Mais tarde, já Chefe de Esquadra reformado, o Imperador lhe concedeu em 1º de Outubro de 1857 permissão para continuar a residir na Província. Em 2 de Outubro de 1865, do Palácio da vila de Uruguaiana, e em atenção «a seu distinto merecimento e patriotismo», o Imperador o nomeou Presidente da Província em substituição a Manoel Pedro Drago. Três anos depois, do Palácio do Rio de Janeiro em 28 de Junho de 1868, o Imperador o nomeou Presidente da Província por segunda vez, em decreto referendado por Paulino José Soares de Sousa.
Após a sua morte fizeram-se vários projetos para publicar a sua obra, o que, no entanto, nunca ocorreu. Quando do governo de Manuel José Murtinho em Mato Grosso, um monumento foi erguido sobre o seu túmulo no Cemitério da Piedade, em Cuiabá.
O Almirante Augusto Leverger é o Patrono da Turma de 1978 do Colégio Naval.

## Curiosidade
Um dos mais antigos relatos de OVNIs publicados no Brasil deve-se a Leverger. Em 5 de julho de 1846, a bordo da barca-canhoneira Dezoito de Julho, que seguia para o Paraguai, acompanhada da embarcação Vinte e Três de Fevereiro, ele observou um fenômeno incomum nos céus. O relato do que viu foi publicado na edição da Gazeta Official do Império do Brasil de 26 de novembro de 1846, vol. I, n° 74, p. 295:
| “ | Na expedição das canhoneiras de Cuiabá para a cidade de Assunção, no comando do capitão de fragata Augusto Leverger, observou este um extraordinário fenômeno meteorológico que descreve da seguinte maneira: Observei esta noite um fenômeno como nunca antes vira. Às 5h57min, estando o céu perfeitamente limpo, calma, termômetro 60º F [o equivalente a 15º C], um globo luminoso com instantânea rapidez descreveu uma curva de como 30º, ao rumo de NNO. A direção fazia com o horizonte ângulos de, aproximadamente, 75º e 105º o agudo aberto pelo lado oeste. Deixou subsistir uma faixa de luz de 5 ou 6° de comprimento e 30 a 35° de largura, na qual distinguiam-se três corpos cujo brilho era muito mais vivo que o da faixa, e igualava, se não excedia, em intensidade, o da lua cheia em tempo claro. Estavam superpostos e separados uns dos outros. O do meio tinha a aparência quase circular; o inferior parecia um segmento de círculo de 120º com os raios extremos quebrados; a forma que apresentava o de cima era de um quadrilátero irregular; a maior dimensão dos discos seria de 20 a 25°. Enfim acima deles via-se uma lista de luz muito fraca em forma de zigue-zague de como 3° de largura e 5° ou 6° de comprimento. A altura angular da faixa grande sobre o horizonte parecia de 8° (receoso de perder alguma circunstância do fenômeno não recorri ao instrumento para medir essas dimensões). Foi tudo abaixando com não maior velocidade aparente do que os astros no seu ocaso, porém os globos luminosos mudaram de aspecto tomando a forma elíptica de cada vez mais achatada, e embaciando até parecerem pequenas nuvens. A faixa grande inclinou-se para N até ficar quase horizontal, mas o zigue-zague sempre conservou a mesma direção. Depois de 25’ tudo desapareceu, e não houve o mais leve sinal de perturbação na atmosfera. Na cidade de Assunção, conversei com o ministro do Brasil e diversas outras pessoas que testemunharam esta, para nós todos, singular aparição. Uma circunstância que me pareceu muito digna de notar-se, é a direção em que o dito Ministro observara o fenômeno; não houve engano, pois referia a observação a um muro cujo azimute era fácil verificar, e esta direção era proximamente de ONO, fazendo por tanto um angulo de 45° com a de NNO, que eu notara. Submeti ao cálculo trigonométrico esta enorme paralaxe combinada com as posições geográficas de Assunção e do lugar onde eu observei, e achei que o fenômeno devera verificar-se na região atmosférica e tão somente a 59 léguas de distância de Assunção. | ” |
|   | — Augusto João Manuel Leverger, Gazeta Official do Império do Brasil, 26 de novembro de 1846, vol. I, n° 74, p. 295. |   |

Como se percebe, na época o fenômeno foi interpretado como meteorológico, e não ovniológico ou ufológico, como se tornou comum chamar depois. E de fato, a interpretação da época tem todas as características de ser a correta, uma vez que o objeto observado devia tratar-se de nada além de um bólido que se desintegrou ao entrar na atmosfera terrestre, iluminado pelo crepúsculo.
O diário do reconhecimento do Rio Paraguai desde a cidade de Assunção até o rio Paraná, feito pelo capitão-de-fragata da armada nacional e imperial Augusto Leverger, foi publicado na Revista Trimensal do Instituto Histórico, Geographico e Ethnographico do Brasil em 1862.

## Obras
- Observações sobre a Carta Geral do Império.
- Apontamentos do Capitão de Fragata Augusto Leverger sobre o Rio Paraguai.
- Apontamentos Chronológicos da Capitania de Matto-Grosso.
- Apontamentos para o Diccionário Chorografico da Província do Mato Grosso. RIHGB. Rio de Janeiro: Tomo XLVII, Partes I e II, 1884. p. 307-504.
- Apontamentos sobre Eleições na Província de Mato- Grosso.
- Diário Privado do Chefe de Esquadra Augusto Leverger relativo aos meses de Janeiro, Fevereiro e Março de 1865.
- Breve Memória relativa à Corografia da Província de Matto-Grosso.
- Breve Resumo da Vida do Barão de Melgaço, Quanto à Parte Econômica, Escrita por ele mesmo.
- Carta Chorográfica do Distrito de Miranda, na Província de Matto-Grosso.
- Carta Geográphica da Província de Matto-Grosso.
- Apontamentos Avulsos.
- Carta Hidrográfica do Rio Sepotúba.
- Carta de um Reconhecimento no distrito de Miranda, na Província de Matto-Grosso.
- Carta e Roteiro da Navegação do Rio Cuiabá desde o Salto até o Rio São Lourenço e deste último até a sua Confluência com o Paraguai.
- Condições Administrativas da Província de Matto-Grosso, Apresentadas em Relatório de 13 de Janeiro de 1852 ao Ministro e Secretário de Estado dos Negócios do Império.
- Derrota da Navegação Interior, da Vila de Porto Feliz, de São Paulo, à Cidade de Cuiabá.
- Diário do Reconhecimento do Rio Paraguai desde Assunção até o Rio Paraná.
- Diário e Roteiro de Viagem feita desde a Cidade de Assunção no Paraguai até Baía Negra.
- Dicionário Geográphico de Matto Grosso.
- Documentos Oficiais Portugueses e Espanhóis relativos a Limites do Império na Província de Matto-Grosso.
- Esboço Hidrográfico, em Grande Escala, desde a Foz do Rio Miranda até o Paraguai.
- Esboço do Rio Cuiabá desde a Confluência do Rio São Lourenço até à Cidade daquele nome, Capital de Matto-Grosso.
- Exame de um parte do Rio Paraguai, entre a Foz do São Lourenço e o Paralelo 17º.35' e das Lagoas Uberava e Guaíba.
- Índios da Província de Matto-Grosso.
- Informação Prestada ao Ministro da Marinha em 1851, sobre as Matas de Madeira de Construção Naval.
- Informação Prestada em 1851 sobre o Traçado de uma Estrada que Comunique esta Capital com a Cidade de Santarém, no Pará.
- Mapa da Fronteira Sul da Província de Matto-Grosso.
- Mapa Geográphico, Chronólogico e Estatístico da Província de Matto-Grosso.
- Memória sobre o Rio Paraguai, desde Nova Coimbra até Assunção.
- Notícia sobre a Província de Matto-Grosso.
- Observações sobre a Carta Geográfica da Província de Matto-Grosso.
- Planta Hidrográfica das Lagoas Uberava e Guaíba e da Porção do Rio Paraguai até a Foz do Rio São Lourenço.
- Roteiro da Navegação do Rio Paraguai, desde a Foz do Sepotuba até o Rio São Lourenço.
- Roteiro da Navegação do Rio Paraguai desde a Foz do São Lourenço até o Paraná.
- Tabelas de Latitudes e Longitudes de Diversos Lugares da Província de Matto-Grosso, determinadas por Observações Astronômicas.